# Fondation (droit turc)
Ne doit pas être confondu avec VakıfBank.
Pour les articles homonymes, voir Fondation.
Une fondation (en turc : vakıf, à l'accusatif vakfı) est un statut juridique en droit turc. Elle est courante pour les organisations relevant de la culture et des affaires religieuses et humanitaires.

## Fondations
- Bibliothèque nationale d'Izmir
- Institut Yunus Emre